# Ковзанярський спорт на зимових Олімпійських іграх 2022 — 3000 метрів (жінки)
Змагання з ковзанярського спорту на дистанції 3000 метрів серед жінок на зимових Олімпійських іграх 2022 відбудуться 5 лютого на Національному ковзанярському стадіоні в Пекіні (Китай).
Чинна олімпійська чемпіонка - Карлейн Ахтеректе. Також кваліфікувалися срібна медалістка Ігор-2018 і чемпіонка 2006-го та 2014 років на цій дистанції Ірен Вюст і бронзова медалістка Ігор-2018 Антуанетте де Йонг. Однак, Вюст вирішила не бігти дистанцію 3000 м. Де Йонг - Чемпіонка світу на окремих дистанціях 2021 року на дистанції 3000 м. Срібну медаль здобула олімпійська чемпіонка 2010 року і володарка світового рекорду Мартіна Сабликова, а бронзову - Ірене Схаутен. Ізабель Вайдеман очолювала залік Кубка світу 2021–2022 на довгих дистанціях після трьох змагань, що завершились перед початком Олімпіади. За нею йшли Раґне Віклунд, Схаутен і Франческа Лоллобриджида. 3 грудня 2021 року в Солт-Лейк-Сіті Схаутен показала найкращий час сезону - 3:52.89.

## Рекорди
Перед початком змагань світовий і олімпійський рекорди були такими:
| Світовий рекорд     | Мартіна Сабликова (CZE) | 3:52.02 | Солт-Лейк-Сіті (США) | 9 March 2019   |
| Олімпійський рекорд | Клаудія Пехштайн (GER)  | 3:57.70 | Солт-Лейк-Сіті (США) | 20 лютого 2002 |

## Результати
Заїзди розпочались о 16:30 за місцевим часом.
| Місце | Пара | Доріжка | Ім'я                    | Країна                     | Час     | Відставання | Нотатки |
| ----- | ---- | ------- | ----------------------- | -------------------------- | ------- | ----------- | ------- |
| 1     | 10   | O       | Ірене Схаутен           | Нідерланди                 | 3:56.93 |             | OR      |
| 2     | 10   | I       | Франческа Лоллобриджида | Італія                     | 3:58.06 | +1.13       |         |
| 3     | 9    | I       | Ізабель Вайдеман        | Канада                     | 3:58.64 | +1.71       |         |
| 4     | 8    | I       | Мартіна Сабликова       | Чехія                      | 4:00.34 | +3.41       |         |
| 5     | 9    | O       | Раґне Віклунд           | Норвегія                   | 4:01.44 | +4.51       |         |
| 6     | 3    | I       | Міхо Такаґі             | Японія                     | 4:01.77 | +4.84       |         |
| 7     | 3    | O       | Карлейн Ахтеректе       | Нідерланди                 | 4:02.21 | +5.28       |         |
| 8     | 6    | O       | Антуанетте де Йонг      | Нідерланди                 | 4:02.37 | +5.44       |         |
| 9     | 6    | I       | Аяно Сато               | Японія                     | 4:03.40 | +6.47       |         |
| 10    | 4    | O       | Євгенія Лаленкова       | Олімпійський комітет Росії | 4:03.42 | +6.49       |         |
| 11    | 5    | O       | Наталія Вороніна        | Олімпійський комітет Росії | 4:03.84 | +6.91       |         |
| 12    | 5    | I       | Валері Мальте           | Канада                     | 4:04.27 | +7.34       |         |
| 13    | 2    | O       | Надія Морозова          | Казахстан                  | 4:04.97 | +8.04       |         |
| 14    | 8    | O       | Івані Блонден           | Канада                     | 4:06.40 | +9.47       |         |
| 15    | 7    | O       | Хань Мей                | Китай                      | 4:07.74 | +10.81      |         |
| 16    | 7    | I       | Марина Зуєва            | Білорусь                   | 4:08.70 | +11.77      |         |
| 17    | 1    | I       | Адаке Ахенер            | Китай                      | 4:12.28 | +15.35      |         |
| 18    | 4    | I       | Нікола Здрагалова       | Чехія                      | 4:13.13 | +16.20      |         |
| 19    | 2    | I       | Мія Манганелло          | США                        | 4:13.42 | +16.49      |         |
| 20    | 1    | O       | Клаудія Пехштайн        | Німеччина                  | 4:17.16 | +20.23      |         |